# Gouvernement Jones II
Pour les articles homonymes, voir Gouvernement Carwyn Jones.
8e exécutif dévolu du pays de Galles
Jones I Jones III
Le deuxième gouvernement de Carwyn Jones est le huitième exécutif gallois dévolu entre le 13 mai 2011 et le 18 mai 2016, sous la IVe législature de l’Assemblée nationale du pays de Galles.
Il est dirigé par Carwyn Jones, chef du Labour, à la tête d’une majorité relative au sein de la chambre élue une semaine plus tôt. Il succède au premier gouvernement Jones (2009-2011) et précède le troisième gouvernement Jones (2016-2018).

## Histoire

### Contexte politique
En décembre 2009, Carwyn Jones remplace Rhodri Morgan d’abord à la tête du Labour puis en tant que premier ministre. Il conduit un gouvernement qu’il nomme le 10 décembre dans la continuité de l’accord de coalition One Wales (en). Sous son mandat se tient le référendum sur les pouvoirs législatifs de l’Assemblée nationale du pays de Galles en mars 2011 qui se traduit par une victoire du camp du oui permettant la mise en place d’une dévolution plus aboutie au pays de Galles à l’instar de l’Écosse,,,.
Lors des élections générales de l’Assemblée du 6 mai 2011, le Labour maintient son statut de premier parti du pays de Galles en obtenant 30 des 60 sièges et son plus grand score électoral en termes de pourcentage de votes depuis 1999. Les travaillistes, qui rejettent une coalition avec les Conservatives, étudient la possibilité de former une alliance avec les Liberal Democrats (5 membres de l’Assemblée) afin d’agir avec une majorité absolue. Cependant, le premier ministre sortant indique que le Labour gouvernera seul,.

### Mise en place et évolution du cabinet
Le 11 mai 2011, Carwyn Jones est réinvesti en tant que premier ministre par les membres de l’Assemblée. Il forme un gouvernement uniquement travailliste composé de 7 ministres et de 3 vice-ministres le 13 mai 2011. Le conseiller général est pour la première fois nommé en dehors des parlementaires gallois le 27 mai suivant,,.
Carwyn Jones procède à un premier remaniement ministériel le 14 mars 2013 par lequel Mark Drakeford fait son entrée au gouvernement en tant que ministre de la Santé et des Services sociaux. Quelques semaines plus tard, à la suite de la démission de Leighton Andrews en tant que ministre de l’Éducation, un changement de portefeuilles est opéré entre plusieurs ministres et vice-ministres le 26 juin 2013,,.
Enfin, le 11 septembre 2014, un second remaniement voit le retour de Leighton Andrews aux Services publics tandis que Jeffrey Cuthbert et John Griffiths quittent leurs fonctions gouvernementales. Cet événement survient alors que le gouvernement souhaite diminuer le nombre d’autorités locales de 20 à une dizaine et veut mettre en exergue le sérieux du projet avec un nouveau ministre.
À la suite des élections générales de l’Assemblée de mai 2016, le Labour perd un siège et le premier ministre sortant se trouve dans une situation complexe après un premier vote des parlementaires le 11 mai par lequel il se trouve à égalité avec Leanne Wood, chef de Plaid Cymru. Un accord est conclu entre la formation nationaliste et les travaillistes afin de réinvestir Carwyn Jones au poste de premier ministre. Le gouvernement prend fin à l’élection de ce dernier à la tête de l’exécutif gallois le 18 mai. Son troisième gouvernement entre en fonction le 19 mai suivant grâce au soutien de l’unique démocrate-libérale de l’Assemblée,,,.

## Statut

### Intitulé gouvernemental
Au sens de la disposition 45 du Government of Wales Act 2006, l’exécutif désormais séparé de l’Assemblée nationale du pays de Galles est appelé le « gouvernement de l’Assemblée galloise » (Welsh Assembly Government en anglais et Llywodraeth Cynulliad Cymru en gallois), le nom que le cabinet de l’Assemblée avait choisi de s’attribuer depuis 2002 bien que cette prérogative ne lui soit pas octroyée dans le Government of Wales Act 1998,,.
À partir du 11 mai 2011, le gouvernement se fait appeler le « Gouvernement gallois » (Welsh Government en anglais et Llywodraeth Cymru en gallois) bien que cet intitulé ne soit pas prévu par le Government of Wales Act 2006. À compter du 27 février 2015, au sens de la  disposition 4 du Wales Act 2014, il devient légalement le Gouvernement gallois plutôt que le gouvernement de l’Assemblée galloise,.

### Postes ministériels
Chaque membre du gouvernement de l’Assemblée galloise prend rang selon l’ordre hiérarchique ministériel établi :
1. Le premier ministre (First Minister en anglais et Prif Weinidog en gallois)[a] ;
2. Les ministres (Ministers en anglais et Ggweinidogion en gallois)[b] ;
3. Le conseiller général (Counsel General en anglais et Cwnsler Cyffredinol en gallois)[c] ;
4. Les vice-ministres (Deputy Ministers en anglais et Dirprwy Weinidogion en gallois)[d].

## Composition initiale

### Cabinet (2011-2013)
Les ministres du cabinet sont nommés le 13 mai 2011. Janice Gregory, en qualité de whip en chef, y siège. Thedore Huckle est nommé le 27 mai 2011 en tant que conseiller général puis approuvé par l’Assemblée le 8 juin,,.
| Poste | Identité         | Mandat                     | Parti | Parti  |
| --- | ---------------- | -------------------------- | ----- | ------ |
| Premier ministre First Minister | Carwyn Jones     | 11 mai 2011 — 13 mars 2013 |       | Labour |
| Ministre des Affaires, de l’Entreprise, de la Technologie et de la Science Minister for Business, Enterprise, Technology and Science | Edwina Hart      | 13 mai 2011 — 13 mars 2013 |       | Labour |
| Ministre de la Santé et des Services sociaux Minister for Health and Social Services                                                 | Lesley Griffiths | 13 mai 2011 — 13 mars 2013 |       | Labour |
| Ministre des Finances et chef parlementaire Minister for Finance and Leader of the House                                             | Jane Hutt        | 13 mai 2011 — 13 mars 2013 |       | Labour |
| Ministre de l’Environnement et du Développement durable Minister for the Environment and Sustainable Development                     | John Griffiths   | 13 mai 2011 — 13 mars 2013 |       | Labour |
| Ministre de l’Éducation et des Compétences Minister for Education and Skills                                                         | Leighton Andrews | 13 mai 2011 — 13 mars 2013 |       | Labour |
| Ministre du Gouvernement local et des Communautés Minister for Local Government and Communities                                      | Carl Sargeant    | 13 mai 2011 — 13 mars 2013 |       | Labour |
| Ministre du Logement, de la Régénération et du Patrimoine Minister for Housing, Regeneration and Heritage                            | Huw Lewis        | 13 mai 2011 — 13 mars 2013 |       | Labour |
| Conseiller général Counsel General                                                                                                   | Theodore Huckle  | 27 mai 2011 — 13 mars 2013 |       | Labour |
| Titulaire d’un poste ayant des dispositions particulières pour être membre du cabinet                                                |                  |                            |       |        |
| Whip en chef Chief Whip | Janice Gregory   | 13 mai 2011 — 13 mars 2013 |       | Labour |

### Vice-ministres (2011-2013)
Les vice-ministres sont nommés le 13 mai 2011.
| Poste | Identité         | Mandat                     | Parti | Parti  |
| --- | ---------------- | -------------------------- | ----- | ------ |
| Vice-ministre des Enfants et des Services sociaux Deputy Minister for Children and Social Services                                                                  | Gwenda Thomas    | 13 mai 2011 — 13 mars 2013 |       | Labour |
| Vice-ministre des Compétences Deputy Minister for Skills | Jeffrey Cuthbert | 13 mai 2011 — 13 mars 2013 |       | Labour |
| Vice-ministre de l’Agriculture, de l’Alimentation, de la Pêche et des Programmes européens Deputy Minister for Agriculture, Food, Fisheries and European programmes | Alun Davies      | 13 mai 2011 — 13 mars 2013 |       | Labour |

## Composition après le remaniement de 2013

### Cabinet (2013-2014)
Les ministres du cabinet sont nommés le 13 mars 2013. Janice Gregory, en qualité de whip en chef, y siège. Un réajustement de l’équipe ministérielle est opéré le 26 juin 2013 à la suite du départ du ministre de le l’Éducation Leighton Andrews la veille,.
| Poste | Identité         | Mandat                           | Parti | Parti  |
| --- | ---------------- | -------------------------------- | ----- | ------ |
| Premier ministre First Minister                                                                                       | Carwyn Jones     | 13 mars 2013 — 11 septembre 2014 |       | Labour |
| Ministre de la Santé et des Services sociaux Minister for Health and Social Services                                  | Mark Drakeford   | 13 mars 2013 — 11 septembre 2014 |       | Labour |
| Ministre des Communautés et de la Lutte contre la pauvreté Minister for Communities and Tackling Poverty              | Huw Lewis        | 13 mars — 26 juin 2013           |       | Labour |
| Ministre des Communautés et de la Lutte contre la pauvreté Minister for Communities and Tackling Poverty              | Jeffrey Cuthbert | 26 juin 2013 — 11 septembre 2014 |       | Labour |
| Ministre de l’Économie, de la Science et du Transport Minister for the Economy, Science and Transport                 | Edwina Hart      | 13 mars 2013 — 11 septembre 2014 |       | Labour |
| Ministre de l’Éducation et des Compétences Minister for Education and Skills                                          | Leighton Andrews | 13 mars — 25 juin 2013           |       | Labour |
| Ministre de l’Éducation et des Compétences Minister for Education and Skills                                          | Huw Lewis        | 26 juin 2013 — 11 septembre 2014 |       | Labour |
| Ministre des Ressources naturelles et de l’Alimentation Minister for Natural Resources and Food                       | Alun Davies      | 13 mars 2013 — 6 juillet 2014    |       | Labour |
| Ministre de la Culture et du Sport Minister for Culture and Sport                                                     | John Griffiths   | 13 mars 2013 — 11 septembre 2014 |       | Labour |
| Ministre du Logement et de la Régénération Minister for Housing and Regeneration                                      | Carl Sargeant    | 13 mars 2013 — 11 septembre 2014 |       | Labour |
| Ministre du Gouvernement local et des Affaires gouvernementales Minister for Local Government and Government Business | Lesley Griffiths | 13 mars 2013 — 11 septembre 2014 |       | Labour |
| Ministre des Finances et chef parlementaire Minister for Finance and Leader of the House                              | Jane Hutt        | 13 mars 2013 — 11 septembre 2014 |       | Labour |
| Conseiller général Counsel General                                                                                    | Theodore Huckle  | 13 mars 2013 — 11 septembre 2014 |       | Labour |
| Titulaire d’un poste ayant des dispositions particulières pour être membre du cabinet                                 |                  |                                  |       |        |
| Whip en chef Chief Whip                                                                                               | Janice Gregory   | 13 mars 2013 — 11 septembre 2014 |       | Labour |

### Vice-ministres (2013-2014)
Les vice-ministres sont nommés le 13 mars 2013. Kenneth Skates remplace Jeffrey Cuthbert nommé ministre le 26 juin 2013,.
| Poste                                                                                        | Identité         | Mandat                           | Parti | Parti  |
| -------------------------------------------------------------------------------------------- | ---------------- | -------------------------------- | ----- | ------ |
| Vice-ministre des Services sociaux Deputy Minister for Social Services                       | Gwenda Thomas    | 13 mars 2013 — 11 septembre 2014 |       | Labour |
| Vice-ministre des Compétences et de la Technologie Deputy Minister for Skills and Technology | Jeffrey Cuthbert | 13 mars — 26 juin 2013           |       | Labour |
| Vice-ministre des Compétences et de la Technologie Deputy Minister for Skills and Technology | Kenneth Skates   | 26 juin 2013 — 11 septembre 2014 |       | Labour |
| Vice-ministre de la Lutte contre la pauvreté Deputy Minister for Tackling Poverty            | Vaughan Gething  | 26 juin 2013 — 11 septembre 2014 |       | Labour |

## Composition après le remaniement de 2014

### Cabinet (2014-2016)
Les ministres du cabinet sont nommés le 11 septembre 2014. Janice Gregory, en qualité de whip en chef, y siège.
| Poste | Identité         | Mandat                          | Parti | Parti  |
| --- | ---------------- | ------------------------------- | ----- | ------ |
| Premier ministre First Minister                                                                          | Carwyn Jones     | 11 septembre 2014 — 18 mai 2016 |       | Labour |
| Ministre des Services publics Minister for Public Services                                               | Leighton Andrews | 11 septembre 2014 — 6 mai 2016  |       | Labour |
| Ministre de la Santé et des Services sociaux Minister for Health and Social Services                     | Mark Drakeford   | 11 septembre 2014 — 18 mai 2016 |       | Labour |
| Ministre des Communautés et de la Lutte contre la pauvreté Minister for Communities and Tackling Poverty | Lesley Griffiths | 11 septembre 2014 — 18 mai 2016 |       | Labour |
| Ministre de l’Économie, de la Science et du Transport Minister for the Economy, Science and Transport    | Edwina Hart      | 11 septembre 2014 — 4 mai 2016  |       | Labour |
| Ministre des Finances et chef parlementaire Minister for Finance and Leader of the House                 | Jane Hutt        | 11 septembre 2014 — 18 mai 2016 |       | Labour |
| Ministre de l’Éducation et des Compétences Minister for Education and Skills                             | Huw Lewis        | 11 septembre 2014 — 4 mai 2016  |       | Labour |
| Ministre des Ressources naturelles et de l’Alimentation Minister for Natural Resources and Food          | Carl Sargeant    | 11 septembre 2014 — 18 mai 2016 |       | Labour |
| Conseiller général Counsel General                                                                       | Theodore Huckle  | 11 septembre 2014 — 18 mai 2016 |       | Labour |
| Titulaire d’un poste ayant des dispositions particulières pour être membre du cabinet                    |                  |                                 |       |        |
| Whip en chef Chief Whip                                                                                  | Janice Gregory   | 11 septembre 2014 — 18 mai 2016 |       | Labour |

### Vice-ministres (2014-2016)
Les vice-ministres sont nommés le 11 septembre 2014.
| Poste                                                                                               | Identité        | Mandat                          | Parti | Parti  |
| --------------------------------------------------------------------------------------------------- | --------------- | ------------------------------- | ----- | ------ |
| Vice-ministre de l’Agriculture et de l’Alimentation Deputy Minister for Farming and Food            | Rebecca Evans   | 11 septembre 2014 — 18 mai 2016 |       | Labour |
| Vice-ministre de la Santé Deputy Minister for Health                                                | Vaughan Gething | 11 septembre 2014 — 18 mai 2016 |       | Labour |
| Vice-ministre des Compétences et de la Technologie Deputy Minister for Skills and Technology        | Julie James     | 11 septembre 2014 — 18 mai 2016 |       | Labour |
| Vice-ministre de la Culture, du Sport et du Tourisme Deputy Minister for Culture, Sport and Tourism | Kenneth Skates  | 11 septembre 2014 — 18 mai 2016 |       | Labour |